# Реформы Давида I

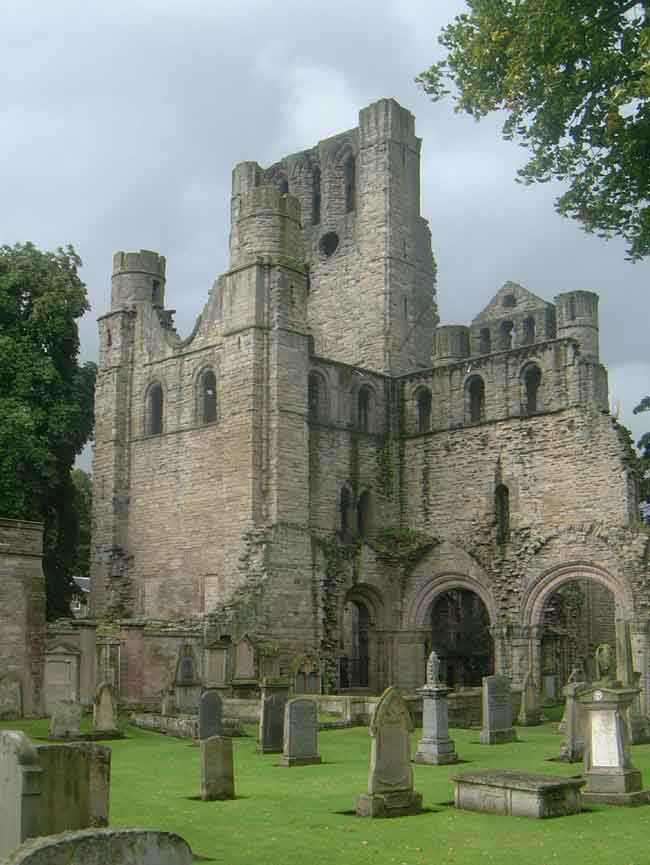
Руины аббатства Келсо, основанного Давидом в 1113 году в Селкирке, а 15 лет спустя перенесённого в окрестности его Роксбургской резиденции

Реформы Давида I — преобразование шотландского общества и государства в правление короля Давида I, то есть с 1124 по 1153 годы. В силу своего кардинального значения для истории Шотландии эти реформы именуются англоязычными историками «Давидовской революцией». Значение Давида I для Шотландии сравнивают со значением Петра I для России. С правления Давида начинается феодальный период в истории равнинной Шотландии.
Давид провёл молодость при английском дворе, где испытал большое влияние норманской культуры. Предпринятые им реформы были во многом созвучны политике английского короля Генриха I (правил в 1100-1135 гг.). При вступлении Давида на престол королевство Альба представляло собой патриархальное, дофеодальное образование без денежного обращения и городов западноевропейского типа. Торговля была в зачаточном состоянии, в экономике господствовало натуральное хозяйство. В правление Давида была отчеканена первая шотландская монета, усилилась централизация власти, была заимствована норманская феодальная система, введена система бургов.
За время своего правления Давид заметно сдвинул границы королевства на юг, приблизив территорию Шотландии к современной. Он основал как минимум пять городов (включая Эдинбург), для заселения которых приглашались жители Фландрии и севера Англии; они принесли с собой не только городскую культуру и новый язык, но и навыки шерстопрядения. Со времени Давида начинается развитие в Шотландии городской культуры и ремесла, формирование бюргерства. В качестве основного внешнего порта развивался Бервик.
Давид стимулировал переезд на север норманских рыцарей, многие из которых стали родоначальниками знаменитых впоследствии шотландских родов (таких, как Стюарты и Брюсы). Земли им предоставлялись на новых, феодальных началах — в качестве гарантии службы королю. Придворные Давида вместо гэльского общались на французском. По сути произошла переориентация Шотландии с Ирландии и других кельтских земель на юг, в сторону Лондона и Парижа.
Представления о Давиде как о создателе средневековой системы управления Шотландией связаны с тем, что именно при нём на местах появились постоянные представители короля — шерифы, а также королевские судьи. Считается, что Давид принял первый свод законов (Leges inter Brettos et Scottos), которые, впрочем, не сохранились.
Давид оказывал покровительство церкви и почитается последней как святой. Им были основаны не менее 12 монастырей, среди которых такие значимые, как Холируд, Келсо, Мелроз. Монастырские земли использовались для овцеводства, которое с течением времени превратило средневековую Шотландию в одного из крупнейших экспортёров овечьей шерсти. В качестве очагов грамотности монастырские школы снабжали правительственный аппарат чиновниками. Давид учредил епископство в Глазго и построил там первый каменный собор, но учреждения шотландского архиепископства добиться не смог.
Современные шотландские историки подчёркивают, что в связи со скудостью сохранившихся источников многое в традиционных представлениях о Давиде как о великом реформаторе основано на записях гораздо более позднего времени и, вероятно, отражает тенденцию к его идеализации, в которой были заинтересованы его потомки (в частности, для легитимации собственных прав на престол при наличии мужского потомства у старшего брата Давида).